# Protocalliphora
Protocalliphora är ett släkte av tvåvingar. Protocalliphora ingår i familjen spyflugor.

## Bildgalleri

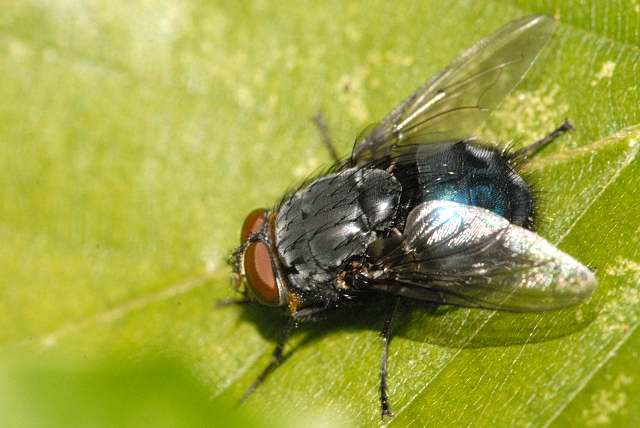
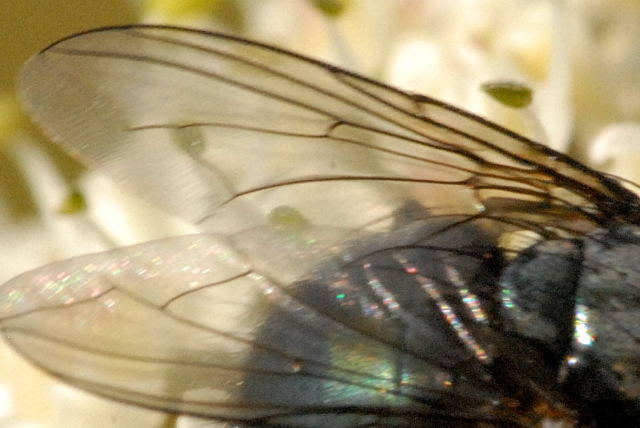

## Dottertaxa tillProtocalliphora, i alfabetisk ordning[1][2]
- Protocalliphora aenea
- Protocalliphora amblyogma
- Protocalliphora asiatica
- Protocalliphora asiovora
- Protocalliphora avium
- Protocalliphora azurea
- Protocalliphora beameri
- Protocalliphora bennetti
- Protocalliphora bicolor
- Protocalliphora brunneisquama
- Protocalliphora cuprina
- Protocalliphora deceptor
- Protocalliphora distincta
- Protocalliphora falcozi
- Protocalliphora fallisi
- Protocalliphora frontosa
- Protocalliphora halli
- Protocalliphora hesperia
- Protocalliphora hesperioides
- Protocalliphora hirudo
- Protocalliphora hirundo
- Protocalliphora interrupta
- Protocalliphora isochroa
- Protocalliphora lata
- Protocalliphora lii
- Protocalliphora maruyamensis
- Protocalliphora metallica
- Protocalliphora nuortevai
- Protocalliphora occidentalis
- Protocalliphora parorum
- Protocalliphora pesui
- Protocalliphora peusi
- Protocalliphora proxima
- Protocalliphora rognesi
- Protocalliphora rugosa
- Protocalliphora sabroskyi
- Protocalliphora sapphira
- Protocalliphora seminuda
- Protocalliphora shannoni
- Protocalliphora shinanoensis
- Protocalliphora sialia
- Protocalliphora spatulata
- Protocalliphora spenceri
- Protocalliphora tundrae